# Matías Soto (tenista)
Matías Nicolás Soto Carmona (Copiapó, Atacama; 27 de abril de 1999) es un tenista chileno.

## Carrera profesional
Su entrenador ha sido Guillermo Gómez desde 2024, compartido con Tomás Barrios. El jugador mejor clasificado que ha vencido es Tomás Barrios (111.º) en el Challenger de San Luis Potosí de 2024 en México.
Soto tiene una clasificación de singles ATP de su carrera de 243 alcanzado el 14 de abril de 2025. También tiene una clasificación de dobles ATP de carrera de 106 alcanzada el 14 de abril de 2025.
También jugó tenis universitario por la Universidad Baylor,como parte de una beca deportiva. 

### 2023: Debut en el circuito ATP
Soto hizo su debut en un cuadro principal de un torneo ATP en dobles, junto al brasileño Thiago Seyboth Wild en el Chile Open, tras recibir una wild card. Es precisamente en este torneo donde lograría su primera victoria a nivel ATP ante Luis David Martínez y Fernando Romboli por 6-7, 6-4 y 10-5. En aquel torneo también disputó la final de la modalidad, en un encuentro parejo ante la dupla de especialistas, los italianos Andrea Pellegrino y Andrea Vavassori, quienes se llevaron el título por 6-4, 3-6 y 12-10.

### 2024
Al año siguiente fue nuevamente invitado al Chile Open, haciendo dupla esta vez con Orlando Luz, otro brasileño, con quien llegó nuevamente a la final de este torneo cayendo ante la dupla chilena de Alejandro Tabilo y Tomás Barrios Vera, que se llevaron el título por 6-2 y 6-4.
Junto con sus logros a nivel ITF y Challengers, ese año Soto alcanzó su mejor ranking en singles y dobles, 246° y 110°, respectivamente.

### 2025
Comenzó la temporada disputando torneos Challenger en Portugal y Francia, pero en las tres competencias que jugó en Europa fue derrotado en primera ronda. En febrero regresó a Sudamérica para disputar el ATP de su país, donde recibió una invitación para las clasificaciones. A diferencia del año anterior, no logró ingresar al cuadro principal y tampoco pudo defender la final que logró en dobles junto a Orlando Luz, ya que perdió en primera ronda junto a Fernando Romboli ante la dupla de Jean-Julien Rojer y Francisco Cabral por 5-7, 7-6 (9), 10-8.
En marzo ganó tres títulos Challenger en dobles de manera seguida junto al estadounidense Vasil Kirkov, con quien triunfó en los torneos de arcilla de Santiago, Asunción y Concepción. En este último, además, volvió a las semifinales en la categoría individual tras superar en las rondas previas a Petr Nesterov, a Valerio Aboian y a Román Andrés Burruchaga. La semana siguiente, en Campinas, también llegó a la semifinales, pero en esta ocasión cayó en dos sets frente al ecuatoriano Álvaro Guillén Meza.

## Copa Davis
Hasta la fecha, ha sido nominado en 5 ocasiones al equipo chileno, habiendo jugado 2 partidos en dobles, perdiendo en ambos.
- Debut: septiembre de 2024 contra Estados Unidos, derrota en dobles junto a Tomás Barrios Vera ante Austin Krajicek y Rajeev Ram por 4-6, 6-4 y 7-6.

## Títulos ATP (0; 0+0)

### Dobles (0)
| Leyenda                         |
| Grand Slam (0)                  |
| ATP Wourld Tour Finals (0)      |
| ATP Masters 1000 World Tour (0) |
| ATP World Tour 500 series (0)   |
| ATP World Tour 250 series (0)   |

#### Finalista (2)
| N.º | Fecha              | Torneos  | Superficie    | Pareja              | Oponentes en la final              | Resultado         |
| --- | ------------------ | -------- | ------------- | ------------------- | ---------------------------------- | ----------------- |
| 1.  | 4 de marzo de 2023 | Santiago | Tierra batida | Thiago Seyboth Wild | Andrea Pellegrino Andrea Vavassori | 4-6, 6-3, [10-12] |
| 2.  | 3 de marzo de 2024 | Santiago | Tierra batida | Orlando Luz         | Tomás Barrios Alejandro Tabilo     | 2-6, 4-6          |

## Títulos ATP Challenger (9; 0+9)

### Finalista (1)
| No. | Fecha               | Torneo   | Superficie | Rival en la final | Resultado     |
| --- | ------------------- | -------- | ---------- | ----------------- | ------------- |
| 1.  | 31 de marzo de 2023 | San Luis | Dura       | Nicolás Mejía     | 1-6, 7-5, 2-6 |

### Dobles (10)
| No. | Fecha                    | Torneo      | Superficie    | Compañero         | Rival en la final                      | Resultado            |
| --- | ------------------------ | ----------- | ------------- | ----------------- | -------------------------------------- | -------------------- |
| 1.  | 8 de julio de 2023       | Santa Fe    | Tierra batida | Vasil Kirkov      | Ignacio Carou Ignacio Monzón           | 7-6 (3), 6-2         |
| 2.  | 3 de diciembre de 2023   | Temuco      | Dura          | Mateus Alves      | Aleksandar Kovacevic Keegan Smith      | 6-2, 7-5             |
| 3.  | 29 de junio de 2024      | Ibagué      | Tierra batida | Finn Reynolds     | Leonardo Aboian Valerio Aboian         | 6-4, 4-6, [10-7]     |
| 4.  | 10 de agosto de 2024     | Bogotá      | Tierra batida | Finn Reynolds     | João Lucas Reis da Silva Benjamin Lock | 6-3, 6-4             |
| 5.  | 28 de septiembre de 2024 | Antofagasta | Tierra batida | Mateus Alves      | Leonardo Aboian Valerio Aboian         | 6-1, 6-4             |
| 6.  | 26 de octubre de 2024    | Curitiba    | Tierra batida | Fernando Romboli  | Karol Drzewiecki Piotr Matuszewski     | 7-6(5), 7-6(4)       |
| 7.  | 15 de marzo de 2025      | Santiago    | Tierra batida | Vasil Kirkov      | Mateus Alves Luis Britto               | 6-4, 6-3             |
| 8.  | 22 de marzo de 2025      | Asunción    | Tierra batida | Vasil Kirkov      | Mariano Kestelboim Guillermo Durán     | 6-3, 6-4             |
| 9.  | 30 de marzo de 2025      | Concepción  | Tierra batida | Vasil Kirkov      | Seita Watanabe Takeru Yuzuki           | 6-2, 6-4             |
| 10. | 26 de julio de 2025      | Segovia     | Dura          | Federico Zeballos | Arthur Reymond Luca Sánchez            | 3-6, 7-6(5), [16-14] |

### Finalista (3)
| No. | Fecha                    | Torneo     | Superficie    | Compañero          | Rival en la final                  | Resultado        |
| --- | ------------------------ | ---------- | ------------- | ------------------ | ---------------------------------- | ---------------- |
| 1.  | 16 de septiembre de 2023 | Santa Cruz | Tierra batida | Gonzalo Villanueva | Boris Arias Federico Zeballos      | 2-6, 6-4, [7-10] |
| 2.  | 22 de junio de 2024      | Santa Cruz | Tierra batida | Finn Reynolds      | Hady Habib Trey Hilderbrand        | 6-3, 3-6, [7-10] |
| 3.  | 8 de marzo de 2025       | Córdoba    | Tierra batida | Fernando Romboli   | Piotr Matuszewski Karol Drzewiecki | 4-6, 4-6         |

## Títulos ITF Futures/World Tennis Tour (8; 4+4)

### Individuales (4)
| No. | Fecha                   | Torneo     | Superficie    | Rival en la final      | Resultado      |
| --- | ----------------------- | ---------- | ------------- | ---------------------- | -------------- |
| 1.  | 19 de junio de 2022     | Quito      | Tierra batida | Diego Fernández Flores | 6-3, 7-6 (7-3) |
| 2.  | 7 de agosto de 2022     | Portoviejo | Tierra batida | José Pereira           | 6-3, 7-6 (7-4) |
| 3.  | 18 de agosto de 2024    | Arequipa   | Tierra batida | Guido Iván Justo       | 6-0, 7-6 (7-4) |
| 4.  | 10 de noviembre de 2024 | Recife     | Tierra batida | Eduardo Ribeiro        | 6-4, 6-2       |

### Finalista (5)
| No. | Fecha                   | Torneo    | Superficie    | Rival en la final | Resultado           |
| --- | ----------------------- | --------- | ------------- | ----------------- | ------------------- |
| 1.  | 23 de julio de 2022     | Cancún    | Dura          | Enzo Wallart      | 3-6, 3-6            |
| 2.  | 12 de mayo de 2024      | Trelew    | Dura          | Kaichi Uchida     | 6-4, 1-6, 0-6       |
| 3.  | 25 de agosto de 2024    | Arequipa  | Tierra batida | Benjamin Lock     | 1-6, 3-6            |
| 4.  | 17 de noviembre de 2024 | São Paulo | Tierra batida | Mathys Erhard     | 3-6, 3-6            |
| 5.  | 2 de diciembre de 2024  | Santiago  | Tierra Batida | Guido Iván Justo  | 6-0, 6-7 (3-7), 0-6 |